# 安克島
45°45′S 166°30′E / 45.750°S 166.500°E
安克島（英文：Anchor Island，毛利語：Pukenui）是紐西蘭南島上，峽灣國家公園內達斯奇峽灣（Dusky Sound）上的一個島嶼，佔地1380公頃。
目前由紐西蘭保育部（New Zealand Department of Conservation）全權管理，以作為紐西蘭原生鳥類的保育中心，如鞍背鴉等特有種。這島嶼也是紐西蘭另一特有種鴞鸚鵡四個僅餘下的分佈點之一。

## 外部連結
- 在安克島上拍攝的鴞鸚鵡紀錄片簡介 （页面存档备份，存于）